# Caverna de Melidoni
Melidoni (grego: Μελιδονίου) é uma caverna localizada a 1800 metros a norte da vila homônima de Melidoni a 220 metros acima do nível do mar, no município de Milopótamos na unidade regional de Retimno, em Creta. Segundo as escavações arqueológicas realizadas no local, a caverna foi ocupada do neolítico (como habitação) à época romana (como local de culto); tornou-se um local sagrado durante o Minoano Médio.
A caverna de Melidoni é famosa em Creta, pois em 1824 todos os 370 habitantes de Melidoni esconderam-se tentando fugir da ira do exército turco, no entanto, eles foram descobertos e todos morreram de asfixia após os turcos fazerem uma grande fogueira na entrada da caverna. Hoje os ossos das vítimas estão num ossário erigido em sua memória. Atualmente apenas a primeira parte da caverna, onde o ossário está, é aberta para visitações já que o restante da caverna está fechada para escavações arqueológicas.